# Moldova Boroseni
FC Moldova Boroseni a este un club de fotbal din Borosenii Noi, Republica Moldova, fondat în 1991. Echipa a evoluat 3 sezoane în Divizia Națională între 1992 și 1994.

## Palmares
- Divizia Națională

Locul trei (1): 1992–93